# Francja na Letnich Igrzyskach Olimpijskich 1992
Francję na Letnich Igrzyskach Olimpijskich 1992 reprezentowało 339 zawodników: 241 mężczyzn i 98 kobiety. Był to 22. występ reprezentacji Francji na letnich igrzyskach olimpijskich.

## Zdobyte medale
| Medal  | Zawodnik | Dyscyplina          | Konkurencja                                | Rezultat                                                                        |
| ------ | --- | ------------------- | ------------------------------------------ | ------------------------------------------------------------------------------- |
| Złoto  | Cécile Nowak | Judo                | waga do 48 kg kobiet                       | w finale pokonała Japonkę Ryōko Tamurę                                          |
| Złoto  | Catherine Fleury-Vachon | Judo                | waga do 61 kg kobiet                       | w finale pokonała Izraelkę Ja’el Arad                                           |
| Złoto  | Marie-José Pérec | Lekkoatletyka       | bieg na 400 m kobiet                       | 48,83 s                                                                         |
| Złoto  | Sébastien Flûte | Łucznictwo          | mężczyźni indywidualnie                    | w finałowym pojedynku pokonał Koreańczyka Chunga Jae-huna 110:107               |
| Złoto  | Éric Srecki | Szermierka          | szpada mężczyzn indywidualnie              | w finale pokonał zawodnika z Wspólnoty Niepodległych Państw Pawła Kołobkowa 5:2 |
| Złoto  | Philippe Omnès | Szermierka          | floret mężczyzn indywidualnie              | w finałowej walce pokonał zawodnika WNP Serhija Holubićkyja 5:3                 |
| Złoto  | Franck David | Żeglarstwo          | windsurfing mężczyźni                      | 70,7 pkt                                                                        |
| Złoto  | Nicolas Hénard, Yves Loday | Żeglarstwo          | klasa Tornado                              | 40,4 pkt                                                                        |
| Srebro | Pascal Tayot | Judo                | waga do 86 kg mężczyzn                     | w finale przegrał z Waldemarem Legieniem                                        |
| Srebro | Sylvain Curinier | Kajakarstwo górskie | K-1 mężczyzn                               | 107,6 pkt                                                                       |
| Srebro | Franck Badiou | Strzelectwo         | karabin pneumatyczny 10 m                  | 691,90 pkt                                                                      |
| Srebro | Jeannie Longo-Ciprelli | Kolarstwo szosowe   | wyścig ze startu wspólnego kobiet          | 2:03,02 h                                                                       |
| Srebro | Jean-Philippe Gatien | Tenis stołowy       | gra pojedyncza mężczyzn                    | w finale uległ Szwedowi Jan-Ove Waldnerowi 0:3 (10:21, 18:21, 23:25)            |
| Brąz   | Laetitia Meignan | Judo                | waga do 72 kg kobiet                       |                                                                                 |
| Brąz   | Nathalie Lupino | Judo                | waga powyżej 72 kg kobiet                  |                                                                                 |
| Brąz   | Bertrand Damaisin | Judo                | waga do 78 kg mężczyzn                     |                                                                                 |
| Brąz   | David Douillet | Judo                | waga powyżej 95 kg mężczyzn                |                                                                                 |
| Brąz   | Hervé Godignon, Hubert Bourdy, Éric Navet, Michel Robert | Jeździectwo         | skoki przez przeszkody drużynowo           | 24,75 pkt                                                                       |
| Brąz   | Didier Hoyer, Olivier Boivin | Kajakarstwo         | C-2 1000 m mężczyzn                        | 3:39,51 min                                                                     |
| Brąz   | Jacky Avril | Kajakarstwo Górskie | C-1 mężczyzn                               | 117,18 pkt                                                                      |
| Brąz   | Frank Adisson, Wilfrid Forgues | Kajakarstwo górskie | C-2 mężczyzn                               | 124,38 pkt                                                                      |
| Brąz   | Hervé Boussard, Didier Faivre-Pierret, Philippe Gaumont, Jean-Louis Harel | Kolarstwo szosowe   | jazda drużynowa na 100 km na czas mężczyzn | 2:05:25 h                                                                       |
| Brąz   | Catherine Plewinski | Pływanie            | 100 m stylem motylkowym kobiet             | 59,01 s                                                                         |
| Brąz   | Stéphan Caron | Pływanie            | 100 m stylem dowolnym mężczyzn             | 49,50 s                                                                         |
| Brąz   | Franck Esposito | Pływanie            | 200 m stylem motylkowym mężczyzn           | 1:58,51 min                                                                     |
| Brąz   | Philippe Debureau, Philippe Gardent, Denis Lathoud, Pascal Mahé, Philippe Médard, Gaël Monthurel, Laurent Munier, Frédéric Perez, Thierry Perreux, Alain Portes, Éric Quintin, Jackson Richardson, Stéphane Stoecklin, Jean-Luc Thiébaut, Denis Tristant, Frédéric Volle | Piłka ręczna        | turniej mężczyzn                           | w meczu o brązowy medal pokonali zespół Islandii 24:20                          |
| Brąz   | Jean-Michel Henry | Szermierka          | szpada mężczyzn indywidualnie              | w walce o brązowy medal pokonał Estończyka Kaido Kaabermę 5:2                   |
| Brąz   | Jean-François Lamour | Szermierka          | szabla mężczyzn indywidualnie              | w pojedynku o brązowy medal pokonał Włocha Giovanniego Scalzo                   |
| Brąz   | Jean-François Lamour, Jean-Philippe Daurelle, Franck Ducheix, Hervé Granger-Veyron, Pierre Guichot | Szermierka          | szabla mężczyzn drużynowo                  | w pojedynku o 3. miejsce pokonali zespół Rumunii 9:4                            |

## Skład kadry

### Badminton
Kobiety
- Christelle Mol – gra pojedyncza – 33. miejsce,
- Sandra Dimbour – gra pojedyncza – 33. miejsce,
- Virginie Delvingt – gra pojedyncza – 33. miejsce,
- Christelle Mol, Virginie Delvingt – gra podwójna – 17. miejsce,

Mężczyźni
- Stéphane Renault – gra pojedyncza – 33. miejsce,

### Boks
Mężczyźni
- Philippe Wartelle waga kogucia do 54 kg – 9. miejsce,
- Djamel Lifa waga piórkowa do 57 kg – 9. miejsce,
- Julien Lorcy waga lekka do 60 kg – 5. miejsce,
- Saïd Ben Najem waga półśrednia do 67 kg – 17. miejsce,
- Patrice Aouissi waga półciężka do 81 kg – 9. miejsce,

### Gimnastyka
Kobiety
- Virginie Machado

wielobój indywidualnie – 26. miejsce,
ćwiczenia wolne – 46. miejsce,
skok przez konia – 61. miejsce,
ćwiczenia na poręczach – 39. miejsce,
ćwiczenia na równoważni – 42. miejsce,
- Chloé Maigre

wielobój indywidualnie – 32. miejsce,
ćwiczenia wolne – 47. miejsce,
skok przez konia – 67. miejsce,
ćwiczenia na poręczach – 28. miejsce,
ćwiczenia na równoważni – 59. miejsce,
- Marie-Angéline Colson

wielobój indywidualnie – 35. miejsce,
ćwiczenia wolne – 36. miejsce,
skok przez konia – 24. miejsce,
ćwiczenia na poręczach – 48. miejsce,
ćwiczenia na równoważni – 49. miejsce,
- Karine Boucher

wielobój indywidualnie – 63. miejsce,
ćwiczenia wolne – 54. miejsce,
skok przez konia – 41. miejsce,
ćwiczenia na poręczach – 85. miejsce,
ćwiczenia na równoważni – 46. miejsce,
- Karine Charlier

wielobój indywidualnie – 71. miejsce,
ćwiczenia wolne – 67. miejsce,
skok przez konia – 77. miejsce,
ćwiczenia na poręczach – 75. miejsce,
ćwiczenia na równoważni – 68. miejsce,
- Jenny Rolland

wielobój indywidualnie – 84. miejsce,
ćwiczenia wolne – 70. miejsce,
skok przez konia – 83. miejsce,
ćwiczenia na poręczach – 80. miejsce,
ćwiczenia na równoważni – 83. miejsce,
- Marie-Angéline Colson, Virginie Machado, Chloé Maigre, Karine Boucher, Karine Charlier, Jenny Rolland – wielobój drużynowo – 8. miejsce,
- Chrystelle-Arlette Sahuc – gimnastyka artystyczna – indywidualnie – 19. miejsce
- Céline Degrange – gimnastyka artystyczna – indywidualnie – 25. miejsce

Mężczyźni
- Patrice Casimir

wielobój indywidualnie – 31. miejsce,
ćwiczenia wolne – 61. miejsce,
skok przez konia – 42. miejsce,
ćwiczenia na poręczach – 29. miejsce,
ćwiczenia na drążku – 43. miejsce,
ćwiczenia na kółkach – 60. miejsce,
ćwiczenia na koniu z łękami – 38. miejsce,
- Sébastien Darrigade

wielobój indywidualnie – 32. miejsce,
ćwiczenia wolne – 56. miejsce,
skok przez konia – 42. miejsce,
ćwiczenia na poręczach – 46. miejsce,
ćwiczenia na drążku – 31. miejsce,
ćwiczenia na kółkach – 47. miejsce,
ćwiczenia na koniu z łękami – 74. miejsce,
- Fabrice Guelzec

wielobój indywidualnie – 63. miejsce,
ćwiczenia wolne – 56. miejsce,
skok przez konia – 65. miejsce,
ćwiczenia na poręczach – 65. miejsce,
ćwiczenia na drążku – 45. miejsce,
ćwiczenia na kółkach – 55. miejsce,
ćwiczenia na koniu z łękami – 77. miejsce,

### Judo
Kobiety
- Cécile Nowak – waga do 48 kg – 1. miejsce,
- Dominique Berna – waga do 52 kg – 16. miejsce,
- Catherine Arnaud – waga do 56 kg – 7. miejsce,
- Catherine Fleury-Vachon – waga do 61 kg – 1. miejsce,
- Claire Lecat – waga do 66 kg – 5. miejsce,
- Laetitia Meignan – waga do 72 kg – 3. miejsce,
- Nathalie Lupino – waga powyżej 72 kg – 3. miejsce,

Mężczyźni
- Philippe Pradayrol – waga do 60 kg – 5. miejsce,
- Benôit Campargue – waga do 65 kg – 24. miejsce,
- Bruno Carabetta – waga do 71 kg – 5. miejsce,
- Bertrand Damaisin – waga do 78 kg – 3. miejsce,
- Pascal Tayot – waga do 86 kg – 2. miejsce,
- Stéphane Traineau – waga do 95 kg – 17. miejsce,
- David Douillet – waga powyżej 95 kg – 3. miejsce,

### Jeździectwo
- Margit Otto-Crépin – ujeżdżenie indywidualnie – 19. miejsce,
- Catherine Durand – ujeżdżenie indywidualnie – 25. miejsce,
- Serge Cornut – ujeżdżenie indywidualnie – 37. miejsce,
- Dominique d'Esmé – ujeżdżenie indywidualnie – 42. miejsce,
- Margit Otto-Crépin, Catherine Durand, Serge Cornut, Dominique d'Esmé – ujeżdżenie drużynowo – 9. miejsce,
- Hervé Godignon – skoki przez przeszkody indywidualnie – 4. miejsce,
- Éric Navet – skoki przez przeszkody indywidualnie – 11. miejsce,
- Hubert Bourdy – skoki przez przeszkody indywidualnie – nie ukończył rundy finałowej,
- Michel Robert – skoki przez przeszkody indywidualnie – odpadł w eliminacjach,
- Hervé Godignon, Hubert Bourdy, Éric Navet, Michel Robert – skoki przez przeszkody drużynowo – 3. miejsce
- Marie-Christine Duroy – WKKW indywidualnie – 12. miejsce,
- Michel Bouquet – WKKW indywidualnie – 28. miejsce,
- Jean-Jacques Boisson – WKKW indywidualnie – 61. miejsce,
- Didier Seguret – WKKW indywidualnie – nie ukończył konkurencji,
- Marie-Christine Duroy, Michel Bouquet, Jean-Jacques Boisson, Didier Seguret – WKKW drużynowo – 14. miejsce,

### Kajakarstwo
Kobiety
- Sabine Goetschy-Kleinheinz – K-1 500 m – 6. miejsce,
- Sabine Goetschy-Kleinheinz, Bernadette Brégeon-Hettich – K-2 500 m – odpadły w półfinale,
- Françoise Lasak, Bernadette Brégeon-Hettich, Isabelle Boulogne, Anne Michaut – K-4 500 m – odpadły w półfinale,
- Marianne Agulhon – kajakarstwo górskie – K-1 – 5. miejsce,
- Anne Boixel – kajakarstwo górskie – K-1 – 11. miejsce,
- Myriam Jerusalmi-Fox – kajakarstwo górskie – K-1 – 21. miejsce,

Mężczyźni
- Olivier Lasak, Philippe Aubertin – K-2 500 m – odpadli w półfinale,
- Philippe Boccara, Pascal Boucherit – K-2 1000 m – odpadli w półfinale,
- Pierre Lubac, Jean-François Briand, Sebastien Mayer, Patrick Lancereau – K-4 1000 m – odpadli w półfinale,
- Pascal Sylvoz

C-1 500 m – 7. miejsce,
C-1 1000 m – 5. miejsce,
- Didier Hoyer, Olivier Boivin

C-2 500 m – 6. miejsce,
C-2 1000 m – 3. miejsce,
- Sylvain Curinier – kajakarstwo górskie – K-1 – 2. miejsce,
- Laurent Brissaud – kajakarstwo górskie – K-1 – 5. miejsce,
- Vincent Fondeviole – kajakarstwo górskie – K-1 – 14. miejsce,
- Jacky Avril – kajakarstwo górskie – C-1 – 3. miejsce,
- Emmanuel Brugvin – kajakarstwo górskie – C-1 – 7. miejsce,
- Thierry Humeau – kajakarstwo górskie – C-1 – 18. miejsce,
- Frank Adisson, Wilfrid Forgues – kajakarstwo górskie – C-2 – 3. miejsce,
- Thierry Saïdi, Emmanuel Delrey – kajakarstwo górskie – C-2 – 8. miejsce,
- Eric Biau, Bertrand Daille – kajakarstwo górskie – C-2 – 11. miejsce,

### Kolarstwo
Kobiety
- Jeannie Longo-Ciprelli

kolarstwo szosowe – wyścig ze startu wspólnego – 2. miejsce,
kolarstwo torowe – wyścig na 3000 m na dochodzenie – 5. miejsce,
- Catherine Marsal – kolarstwo szosowe – wyścig ze startu wspólnego – 21. miejsce,
- Marion Clignet – kolarstwo szosowe – wyścig ze startu wspólnego – 33. miejsce,
- Félicia Ballanger – kolarstwo torowe – sprint – 4. miejsce,

Mężczyźni
- Sylvain Bolay – kolarstwo szosowe – wyścig ze startu wspólnego – 7. miejsce,
- Pascal Hervé – kolarstwo szosowe – wyścig ze startu wspólnego – 48. miejsce,
- Emmanuel Magnien – kolarstwo szosowe – wyścig ze startu wspólnego – nie ukończył wyścigu,
- Hervé Boussard, Didier Faivre-Pierret, Philippe Gaumont, Jean-Louis Harel – kolarstwo szosowe jazda drużynowa na 100 km na czas – 3. miejsce,
- Frédéric Magné – kolarstwo torowe – sprint – odpadł w repesażach,
- Frédéric Lancien – kolarstwo torowe – wyścig na 1 km ze startu zatrzymanego – 6. miejsce,
- Philippe Ermenault – kolarstwo torowe – wyścig na 4000 m na dochodzenie indywidualnie – 5. miejsce,
- Hervé Dagorné, Philippe Ermenault, Daniel Pandèle, Pascal Potié – kolarstwo torowe – wyścig na 4000 m na dochodzenie drużynowo – 11. miejsce,
- Éric Magnin – kolarstwo torowe – wyścig punktowy – 6. miejsce,

### Lekkoatletyka
Kobiety
- Patricia Girard-Léno – bieg na 100 m – odpadła w eliminacjach,
- Odiah Sidibé – bieg na 100 m – odpadła w ćwierćfinale,
- Laurence Bily – bieg na 100 m – odpadła w eliminacjach,
- Valérie Jean-Charles – bieg na 200 m – odpadła w ćwierćfinale,
- Maguy Nestoret – bieg na 200 m – odpadła w ćwierćfinale,
- Marie-José Pérec – bieg na 400 m – 1. miejsce,
- Elsa Devassoigne – bieg na 200 m – odpadła w półfinale,
- Viviane Dorsile – bieg na 800 m – odpadła w eliminacjach,
- Marie-Pierre Duros

bieg na 1500 m – odpadła w półfinale,
bieg na 3000 m – nie ukończyła biegu finałowego,
- Zhora Graziani-Koullou – bieg na 3000 m – odpadła w eliminacjach,
- Maria Rebélo-Lelut – maraton – nie ukończyła biegu,
- Anne Piquereau – bieg na 100 m przez płotki – odpadła w półfinale,
- Cécile Cinélu – bieg na 100 m przez płotki – odpadła w półfinale,
- Monique Éwanjé-Épée – bieg na 100 m przez płotki – odpadła w eliminacjach,
- Patricia Girard-Léno, Odiah Sidibé, Laurence Bily, Marie-José Pérec – sztafeta 4 × 100 m – 4. miejsce,
- Sandrine Fricot – skok wzwyż – 21. miejsce,
- Odile Lesage – siedmiobój – 15. miejsce,
- Nathalie Teppe – siedmiobój – 23. miejsce,

Mężczyźni
- Max Morinière – bieg na 100 m – odpadł w półfinale,
- Daniel Sangouma – bieg na 100 m – odpadł w eliminacjach,
- Gilles Quénéhervé – bieg na 200 m – odpadł w ćwierćfinale,
- Jean-Charles Trouabal – bieg na 200 m – odpadł w eliminacjach (nie ukończył biegu),
- Frédéric Cornette – bieg na 800 m – odpadł w eliminacjach,
- Pascal Thiébaut – bieg na 5000 m – 13. miejsce,
- Tony Martins-Bordelo – bieg na 10 000 m – 15. miejsce,
- Thierry Pantel – bieg na 10 000 m – odpadł w eliminacjach (nie ukończył biegu),
- Dominique Chauvelier – maraton – 31. miejsce,
- Luis Soares – maraton – 45. miejsce,
- Pascal Zilliox – maraton – 64. miejsce,
- Dan Philibert – bieg na 110 m przez płotki – odpadł w półfinale,
- Philippe Tourret – bieg na 110 m przez płotki – odpadł w ćwierćfinale,
- Sébastien Thibault – bieg na 110 m przez płotki – odpadł w eliminacjach,
- Stéphane Diagana – bieg na 400 m przez płotki – 4. miejsce,
- Stéphane Caristan – bieg na 400 m przez płotki – 7. miejsce,
- Joseph Mahmoud – bieg na 3000 m z przeszkodami – odpadł w półfinale,
- Thierry Brusseau – bieg na 3000 m z przeszkodami – odpadł w półfinale,
- Max Morinière, Daniel Sangouma, Gilles Quénéhervé, Bruno Marie-Rose – sztafeta 4 × 100 m – odpadli w półfinale,
- Jean-Louis Rapnouil, Yann Quentrec, Stéphane Caristan, Stéphane Diagana – sztafeta 4 × 400 m – odpadli w eliminacjach,
- Thierry Toutain – chód na 20 km – nie ukończył konkurencji (dyskwalifikacja),
- René Piller – chód na 50 km – 15. miejsce,
- Alain Lemercier – chód na 50 km – 16. miejsce,
- Martial Fesselier – chód na 50 km – 17. miejsce,
- Philippe Collet – skok o tyczce – 7. miejsce,
- Jean Galfione – skok o tyczce – 13. miejsce,
- Philippe d’Encausse – skok o tyczce – 14. miejsce,
- Franck Lestage – skok w dal – 21. miejsce,
- Serge Hélan

skok w dal – 31. miejsce,
trójskok – 20. miejsce,
- Pierre Camara – trójskok – 11. miejsce,
- Georges Sainte-Rose – trójskok – 19. miejsce,
- Christophe Épalle – rzut młotem – 10. miejsce,
- Raphaël Piolanti – rzut młotem – 16. miejsce,
- Frédéric Kuhn – rzut młotem – 18. miejsce,
- William Motti – dziesięciobój – 7. miejsce,
- Alain Blondel – dziesięciobój – 15. miejsce,
- Christian Plaziat – dziesięciobój – nie ukończył konkurencji,

### Łucznictwo
Kobiety
- Séverine Bonal – indywidualnie – 9. miejsce,
- Nathalie Hibon – indywidualnie – 22. miejsce,
- Christine Gabillard – indywidualnie – 41. miejsce,
- Séverine Bonal, Nathalie Hibon, Christine Gabillard – drużynowo – 4. miejsce,

Mężczyźni
- Sébastien Flûte – indywidualnie – 1. miejsce,
- Bruno Felipe – indywidualnie – 21. miejsce,
- Michaël Taupin – indywidualnie – 56. miejsce,
- Bruno Felipe, Michaël Taupin, Sébastien Flûte drużynowo – 4. miejsce,

### Pięciobój nowoczesny
Mężczyźni
- Sébastien Deleigne – indywidualnie – 11. miejsce,
- Joël Bouzou – indywidualnie – 17. miejsce,
- Christophe Ruer – indywidualnie – 41. miejsce,
- Sébastien Deleigne, Joël Bouzou, Christophe Ruer – drużynowo – 7. miejsce,

### Piłka ręczna
Mężczyźni
- Philippe Debureau, Philippe Gardent, Denis Lathoud, Pascal Mahé, Philippe Médard, Gaël Monthurel, Laurent Munier, Frédéric Perez, Thierry Perreux, Alain Portes, Éric Quintin, Jackson Richardson, Stéphane Stoecklin, Jean-Luc Thiébaut, Denis Tristant, Frédéric Volle – 3. miejsce,

### Piłka wodna
Mężczyźni
- Jean-Marie Olivon, Christian Grimaldi, Patrice Tillie, Pierre Garsau, Émmanuel Ducher, Émmanuel Charlot, Vincent de Nardi, Pascal Loustenau, Thierry Alimondo, Gilles Madelenat, Nicolas Jeleff, Christophe Gautier, François Besson – 11. miejsce,

### Pływanie
Kobiety
- Catherine Plewinski

50 m stylem dowolnym – 4. miejsce,
100 m stylem dowolnym – 5. miejsce,
200 m stylem dowolnym – 4. miejsce,
100 m stylem motylkowym – 3. miejsce,
- Julie Blaise – 50 m stylem dowolnym – 17. miejsce,
- Julie Blaise, Julia Reggiani, Marie-Laure Giraudon, Véronique Jardin – sztafeta 4 × 100 m stylem dowolnym – 11. miejsce,
- Céline Bonnet

100 m stylem grzbietowym – 32. miejsce,
200 m stylem zmiennym – 14. miejsce,
400 m stylem zmiennym – 19. miejsce,
- Diane Lacombe – 100 m stylem grzbietowym – 38. miejsce,
- Audrey Guérit

100 m stylem klasycznym – 30. miejsce,
200 m stylem klasycznym – 11. miejsce,
- Jacqueline Delord – 100 m stylem motylkowym – 16. miejsce,
- Cécile Jeanson – 200 m stylem motylkowym – 10. miejsce,
- Céline Bonnet, Audrey Guérit, Jacqueline Delord, Julie Blaise – sztafeta 4 × 100 m stylem zmiennym – 14. miejsce,

Mężczyźni
- Christophe Kalfayan

50 m stylem dowolnym – 4. miejsce,
100 m stylem dowolnym – 11. miejsce,
- Stéphan Caron

50 m stylem dowolnym – 17. miejsce,
100 m stylem dowolnym – 3. miejsce
- Christophe Marchand

400 m stylem dowolnym – 13. miejsce,
1500 m stylem dowolnym – 14. miejsce,
- Yann de Fabrique – 400 m stylem dowolnym – 14. miejsce,
- Christophe Kalfayan, Franck Schott, Frédéric Lefèvre, Stéphan Caron, Ludovic Dépickère[15], Bruno Gutzeit[15] – sztafeta 4 × 100 m stylem dowolnym – 4. miejsce,
- Christophe Bordeau, Lionel Poirot, Franck Horter, Yann de Fabrique – sztafeta 4 × 200 m stylem dowolnym – 10. miejsce,
- Franck Schott – 100 m stylem grzbietowym – 6. miejsce,
- David Holderbach

100 m stylem grzbietowym – 36. miejsce,
200 m stylem grzbietowym – 22. miejsce,
- Stéphane Vossart

100 m stylem klasycznym – 10. miejsce,
200 m stylem klasycznym – 10. miejsce,
- Christophe Bourdon

100 m stylem klasycznym – 31. miejsce,
200 m stylem klasycznym – 21. miejsce,
- Bruno Gutzeit – 100 m stylem motylkowym – 11. miejsce,
- Franck Esposito

100 m stylem motylkowym – 22. miejsce,
200 m stylem motylowym – 3. miejsce,
- Christophe Bordeau – 200 m stylem motylkowym – 25. miejsce,
- Frédéric Lefèvre – 200 m stylem zmiennym – 12. miejsce,
- Franck Schott, Stéphane Vossart, Bruno Gutzeit, Stéphan Caron, Franck Esposito[15], Christophe Kalfayan[15] – sztafeta 4 × 100 m stylem zmiennym – 5. miejsce,

### Pływanie synchroniczne
Kobiety
- Anne Capron – solistki – 5. miejsce,
- Marianne Aeschbacher – solistki – odpadła w eliminacjach (dyskwalifikacja),
- Karine Schuler – solistki – odpadła w eliminacjach (dyskwalifikacja),
- Marianne Aeschbacher, Anne Capron – duety – 5. miejsce,

### Podnoszenie ciężarów
Mężczyźni
- Laurent Fombertasse – waga do 56 kg – 4. miejsce,
- Pascal Arnou – waga do 56 kg – nie sklasyfikowany (nie zaliczył żadnej próby w rwaniu),
- David Balp – waga do 60 kg – 17. miejsce,
- Stéphane Sageder – waga do 82,5 kg – 21. miejsce,
- Cédric Plançon – waga do 90 kg – 9. miejsce,
- Francis Tournefier – waga do 100 kg – 4. miejsce,

### Siatkówka
Mężczyźni
- Arnaud Josserand, Christophe Meneau, David Romann, Éric Bouvier, Éric Wolfer, Laurent Chambertin, Laurent Tillie, Luc Marquet, Olivier Lecat, Olivier Rossard, Philippe-Marie Salvan, Rivomanantsoa Andriamaonju – 11. miejsce,

### Skoki do wody
Mężczyźni
- Philippe Duvernay – trampolina 3m – 29. miejsce,
- Frédéric Pierre – wieża 10 m – 19. miejsce,

### Strzelectwo
- Jean-Paul Gros – trap – 16. miejsce,
- Muriel Bernard – trap – 21. miejsce,
- Stéphane Tyssier – skeet – 33. miejsce,
- Claude Cuy y Mola – skeet – 42. miejsce,

Kobiety
- Corinne Serra Tosio

pistolet pneumatyczny 10 m – 21. miejsce,
pistolet sportowy 25 m – 33. miejsce,
- Evelyne Manchon

pistolet pneumatyczny 10 m – 24. miejsce,
pistolet sportowy 25 m – 9. miejsce,
- Christine Bontemps – karabin pneumatyczny 10 m – 17. miejsce,
- Annette Sattel – karabin pneumatyczny 10 m – 34. miejsce,
- Dominique Esnault – karabin małokalibrowy, trzy pozycje 50 m – 30. miejsce,
- Isabelle Héberlé – karabin małokalibrowy, trzy pozycje 50 m – 32. miejsce,

Mężczyźni
- Philippe Cola

pistolet pneumatyczny 10 m – 11. miejsce,
pistolet dowolny 50 m – 25. miejsce,
- Franck Dumoulin

pistolet pneumatyczny 10 m – 22. miejsce,
pistolet dowolny 50 m – 36. miejsce,
- Christian Kezel – pistolet szybkostrzelny 25 m – 16. miejsce,
- Franck Badiou – karabin pneumatyczny 10 m – 2. miejsce,
- Jean-Pierre Amat

karabin pneumatyczny 10 m – 4. miejsce,
karabin małokalibrowy, trzy pozycje 50 m – 16. miejsce,
karabin małokalibrowy leżąc, 50 m – 26. miejsce,
- Michel Bury

karabin małokalibrowy, trzy pozycje 50 m – 21. miejsce,
karabin małokalibrowy leżąc, 50 m – 5. miejsce,
- Jean-Luc Tricoire – ruchoma tarcza – 24. miejsce,

### Szermierka
Kobiety
- Laurence Modaine-Cessac – floret indywidualnie – 4. miejsce,
- Isabelle Spennato – floret indywidualnie – 22. miejsce,
- Gisèle Meygret – floret indywidualnie – 24. miejsce,
- Camille Couzi, Gisèle Meygret, Laurence Modaine-Cessac, Julie-Anne Gross, Isabelle Spennato – floret drużynowo – 5. miejsce,

Mężczyźni
- Philippe Omnès – floret indywidualnie – 1. miejsce,
- Patrick Groc – floret indywidualnie – 22. miejsce,
- Patrice Lhôtellier – floret indywidualnie – 34. miejsce,
- Patrick Groc, Youssef Hocine, Olivier Lambert, Patrice Lhôtellier, Philippe Omnès – floret drużynowo – 7. miejsce,
- Éric Srecki – szpada indywidualnie – 1. miejsce,
- Jean-Michel Henry – szpada indywidualnie – 3. miejsce',
- Olivier Lenglet – szpada indywidualnie – 17. miejsce,
- Éric Srecki, Jean-Michel Henry, Olivier Lenglet, Jean-François Di Martino, Robert Leroux – szpada drużynowo – 4. miejsce,
- Jean-François Lamour – szabla indywidualnie – 3. miejsce,
- Jean-Philippe Daurelle – szabla indywidualnie – 9. miejsce,
- Franck Ducheix – szabla indywidualnie – 18. miejsce,
- Jean-François Lamour, Jean-Philippe Daurelle, Franck Ducheix, Hervé Granger-Veyron, Pierre Guichot – szabla drużynowo – 3. miejsce,

### Tenis stołowy
Kobiety
- Xiao-Ming Wang-Dréchou – gra pojedyncza – 17. miejsce,
- Emmanuelle Coubat, Xiao-Ming Wang-Dréchou – gra podwójna – 9. miejsce,

Mężczyźni
- Jean-Philippe Gatien – 2. miejsce,
- Nicolas Chatelain – 33. miejsce,
- Damien Éloi, Jean-Philippe Gatien – gra podwójna – 5. miejsce,
- Nicolas Chatelain, Patrick Chila – gra podwójna – 17. miejsce,

### Tenis ziemny
Kobiety
- Julie Halard-Décugis – gra pojedyncza – 17. miejsce,
- Mary Pierce – gra pojedyncza – 17. miejsce,
- Nathalie Tauziat – gra pojedyncza – 17. miejsce,
- Isabelle Demongeot, Nathalie Tauziat – gra podwójna – 5. miejsce,

Mężczyźni
- Fabrice Santoro – gra pojedyncza – 5. miejsce,
- Guy Forget – gra pojedyncza – 17. miejsce,
- Henri Leconte – gra pojedyncza – 17. miejsce,
- Guy Forget, Henri Leconte – gra podwójna – 9. miejsce,

### Wioślarstwo
Kobiety
- Corinne Le Moal – jedynki – 6. miejsce,
- Christine Gossé, Isabelle Danjou – dwójka bez sternika – 4. miejsce,
- Frédérique Heligon, Chantal Lafon, Christine Dubosquelle-Jullien, Hélène Cortin – czwórka bez sternika – 7. miejsce,

Mężczyźni
- Michel Andrieux, Jean-Christophe Rolland – dwójka bez sternika – 4. miejsce,
- Patrick Berthou, Laurent Lacasa, Emmanuel Bunoz – dwójka ze sternikiem – 6. miejsce,
- Fiorenzo Di Giovanni, Frédéric LeClerc, Yves Lamarque, Samuel Barathay – czwórka podwójna – 6. miejsce,
- Jean-Pierre Le Lain, Patrick Vibert-Vichet, Bruno Dumay, Dominique Lecointe – czwórka bez sternika – 12. miejsce,
- Yannick Schulte, Philippe Lot, Daniel Fauché, Jean-Paul Vergne, Jean-Pierre Huguet-Balent – czwórka ze sternikiem – 5. miejsce,

### Zapasy
Mężczyźni
- Serge Robert – styl klasyczny waga do 52 kg – odpadł w eliminacjach,
- Patrice Mourier – styl klasyczny waga do 57 kg – odpadł w eliminacjach,
- Ghani Yalouz – styl klasyczny waga do 68 kg – 5. miejsce,
- Yvon Riemer – styl klasyczny waga do 74 kg – 5. miejsce,
- Martial Mischler – styl klasyczny waga do 82 kg – odpadł w eliminacjach,
- Henri Meiss – styl klasyczny waga do 90 kg – odpadł w eliminacjach,
- Thierry Bourdin – styl wolny waga do 52 kg – odpadł w eliminacjach,
- Gérard Santoro – styl wolny waga do 68 kg – 9. miejsce,
- Alcide Legrand – styl wolny waga do 82 kg – odpadł w eliminacjach,

### Żeglarstwo
- Maud Herbert – windsurfing kobiety – 4. miejsce,
- Annabel Chaulvin – klasa Europa – 13. miejsce,
- Florence Lebrun, Odile Barre – klasa 470 kobiety – 6. miejsce,
- Franck David – windsurfing mężczyźni – 1. miejsce,
- Xavier Rohart – klasa Finn – 7. miejsce,
- Dimitri Deruelle, Maxime Paul – klasa 470 mężczyźni – 25. miejsce,
- Patrick Haegeli, Yannick Adde – klasa Star – 18. miejsce,
- Nicolas Hénard, Yves Loday – klasa Tornado – 1. miejsce,
- Alain Pointet, Fabrice Levet, Marc Bouet – klasa Soling) – 15. miejsce,
- Thierry Berger, Vincent Berger – klasa Latający Holender – 10. miejsce,